# 吳文 (成化進士)
吳文，字載道，江西吉安府廬陵縣人，民籍，明朝政治人物。進士出身。

## 生平
早年出身國子生，順天府鄉試第十九名。成化十四年（1478年）戊戌科會試第一百三十名，殿試登進士第三甲第一百六十六名。

## 家族
曾祖父吳以和。祖父吳如禮。父亲吳伯塤。